# 哈維縣 (堪薩斯州)
哈維县（英語：Harvey County，簡稱HV）是美国堪薩斯州中南部的一個縣，面積1,400平方公里。根據2020年美國人口普查，共有人口34,024人。縣治牛頓（Newton）。該縣成立於1872年2月29日，縣名紀念堪薩斯州州長、曾任聯邦參議員的詹姆斯·麥迪遜·哈維（James Madison Harvey）。